# Tango dla niedźwiedzia
Tango dla niedźwiedzia (słow. Tango pre medveďa) – czechosłowacki komediodramat z 1966 roku w reżyserii Stanislava Barabáša. 
Polska premiera odbyła się wraz z krótkometrażowym filmem Balon Andrzeja Kondratiuka.

## Fabuła
Stary, bury niedźwiedź, dotychczasowa atrakcja ogrodu zoologicznego, dożywa swych ostatnich dni. Dyrektorowi zoo – Šupale – żal szczerze zwierzęcia, ale sam pogrążony jest w dużych kłopotach. Ministerstwo nie przyznało mu finansów na zakup nowego niedźwiedzia. Myśl, jaka przychodzi do głowy strapionemu dyrektorowi, wydaje się na pozór genialna: przeznaczy starego niedźwiedzia na turystyczny odstrzał, a uzyskane od zagranicznego myśliwego dewizy zostaną przeznaczone na potrzeby zoo. Šupala otrzymuje zezwolenie władz wyższych na dokonanie tej machinacji, ale całą odpowiedzialność musi wziąć na siebie. Z dyrektorem działa ręka w rękę weterynarz, który zastrzykami przedłuża życie niedźwiedzia, wygasające podczas uciążliwej podróży w góry – na miejsce polowania. Złożona z kilku samochodów ekspedycja musi zatrzymać się w przydrożnym miasteczku. Niedźwiedziowi udaje się wydostać z klatki i spaceruje po miasteczku siejąc popłoch wśród mieszkańców. Wypadek ten grozi fiaskiem przedsięwzięciu dyrektora Šupaly, ale na szczęście udaje mu się złagodzić gniew oszukanego turysty z zagranicy i namówić na polowanie, zanim biedne zwierzę nie padnie śmiercią naturalną. Mister Simon zdobywa upragnione trofeum myśliwskie, a dyrektor zoo dewizy, za które sprowadzi nowego niedźwiedzia.

## Obsada
- Viliam Polonyi – dyrektor zoo Šupala
- Valter Taub – cudzoziemiec Simon
- František Gervai – Poupé
- Oľga Šalagová – Anita
- Slavo Záhradník – inżynier Dusil
- Oldo Hlaváček – weterynarz Furdik
- Karol Zachar – Beno
- Eva Chalupová – dziewczyna inżyniera
- Ivan Rajniak – kierowca #1
- Karlo Viceník – kerowca #2
- Vladislav Müller – porucznik VB
- Karol Balaz – Peterka
- Samuel Adamčík – nauczyciel
- Hana Slinková – Drobna
- Milan Hrabinský – leśniczy
- Fedor Ballo – Gavora
- Emil Horváth – lekarz
- Marta Rašlová – Bibi
- Dušan Eliaš – Fanulo
- Jozef Dóczy – uczestnik polowania

## Wersja polska
Wersja: Studio Opracowań Filmów w Łodzi

Reżyseria: Maria Piotrowska

Wystąpili:
- Marian Wojtczak – dyrektor zoo Šupala
- Marian Nowicki – cudzoziemiec Simon
- Leon Niemczyk – Poupé
- Joanna Jędryka – Anita
- Bogusław Sochnacki – inżynier Dusil
- Zbigniew Płoszaj – weterynarz Furdik
- Zygmunt Malawski – Beno
- Barbara Dzido-Lelińska – dziewczyna inżyniera

Źródło: 